# 莫约拉
莫约拉（義大利語：Moiola），是意大利库内奥省的一个市镇。总面积14平方公里，人口271人，人口密度19.4人/平方公里（2009年）。ISTAT代码为004123。